# Interdépendance contractuelle
L'interdépendance contractuelle est une notion juridique récente en droit français, qui est apparue à la suite de la création, par la pratique, d'ensembles de contrats réalisant des opérations complexes. Elle désigne un état de dépendance commune et réciproque entre plusieurs contrats appartenant à un même ensemble. Le groupe de travail chargé d'élaborer l'avant-projet de réforme du droit des obligations a proposé, en 2005, d'introduire cette notion dans le code civil.